# Gentleman
Gêntleman [džentlmen] je bil prvotno plemič, kasneje pa so za gentlemena šteli moškega plemenitih lastnosti in uglajenega vedenja.